# منزل ثابت
منزل ثابت أو منزل ثابت (النصف الأول من القرن 12 هـ / القرن 18م) :
يقع بشارع الشيخ قنديل بمدينة رشيد المصرية. يتكون من أربعة أدوار الواجهة الرئيسية جهة الشرق مشغولة في الدور الأرضى بمدخلين يؤدى أولهما إلى المخزن ويؤدى الثانى إلى السلم، أما المدخل الأول فهو بارز ويتوسطه باب من ضلفتين عليه زخارف بالجص قوامها نجوم سداسية حولها أشكال معينات وأشكال مسدس دقماق ، أما المدخل الآخر فهو معقود ويؤدى لسلم المنزل وعليه زخارف قوامها نجوم سداسية ذات فروع.

## المنزل من الداخل
تقوم واجهة الأدوار العليا على ما ورده بالقطاع الشمالى ويشغل هذا القطاع بالدور الأول شباكان وثلاثة مناور وكذلك الدورين الثاني والثالث. كما يؤدى المدخل الأول إلى دركاه ذات أقبية متقاطعة مخوصة تؤدى للمخزن المكون من ممر يؤدى إلى حجرات وينتهى في الغرب بفناء مكشوف ويتكون كل دور من الادوار العليا من دور قاعة بالوسط وحجرة رئيسية ملحق بها خزانة بالقطاع الأول وحجرتين ومرحاض بالقطاع الثالث ويتوسط سقف الدور قاعة بالدور الثاني فتحة مستطيلة كما يمثل الدور الثالث حضيراً مكشوفاً.